# Cork Institute of Technology
Cork Institute of Technology (CIT, irl. Institiúd Teicneolaíochta Chorcaí) – wyższa uczelnia techniczna, której siedziba jest w Corku w Irlandii. Uczelnia kształci obecnie około 13 000 studentów, przyszłych inżynierów, biznesmenów,  muzyków, artystów plastyków oraz marynarzy (w tym oficerów). Utworzona została w 1970 roku jako Regional Technical College, Cork (część sieci irlandzkich regionalnych uczelni technicznych).